# Rósosh
Rósosh (ruso: Ро́ссошь) es una ciudad rusa, capital del raión homónimo en la óblast de Vorónezh.
En 2021, la ciudad tenía una población de 60 879 habitantes. En su territorio no hay pedanías, pues su término municipal abarca poco más que el casco urbano, que forma una conurbación con algunos asentamientos rurales de los alrededores. Disputa con Borisoglebsk, de población casi idéntica, el estatus de ser la segunda ciudad más poblada de la óblast tras la capital Vorónezh.
Se ubica unos 150 km al sur de Vorónezh, sobre la carretera que lleva a Luhansk.

## Historia
Se conoce la existencia de la localidad en documentos desde 1721, cuando era una slobodá de la Ucrania Libre. A mediados del siglo XIX ya superaba los cinco mil habitantes. Su desarrollo urbano comenzó en 1871, cuando a 5 km de la slobodá se construyó una estación ferroviaria en la línea de Liski a Mílerovo; la ciudad se formó mediante la construcción de barrios entre la slobodá y el poblado ferroviario que se construyó en torno a la estación, este último denominado Yevstratovski.
En 1923, la Unión Soviética le dio el estatus de ciudad, al establecer aquí la sede de un uyezd en la gobernación de Vorónezh, mientras que Yevstratovski adoptó en 1928 el estatus de asentamiento de tipo urbano. El conjunto de las dos localidades formó un sitio estratégico para el abastecimiento de las tropas italianas y húngaras en la Segunda Guerra Mundial, por lo que en enero de 1943 fue liberada por las tropas soviéticas en una de las principales operaciones de la ofensiva de Vorónezh-Járkov. El término municipal de la ciudad se definió en 1954, cuando Yevstratovski fue anexionado como barrio.